# سامانه اطلاعات خودکار
سامانه اطلاعات خودکار مجموعه‌ای از سخت‌افزار رایانه، نرم‌افزار، سفت‌افزار یا هر ترکیبی از آنها است که برای انجام عملیات بررسی اطلاعات مانند برقراری ارتباط، محاسبه، انتشار، پردازش و ذخیره‌سازی انجام می‌شود. ملزومات این عملیات شامل کامپیوتر، سامانه واژه‌پرداز، شبکه و دیگر سامانه‌های الکترونیک بررسی اطلاعات و تجهیزات مرتبط با آن می‌شود. نمونه‌ای از سامانه اطلاعات خودکار، سامانه اطلاعاتی مدیریتی است.